# Tadeusz Kiciński
Tadeusz Kiciński (ur. 6 września 1929 w Czernicach Borowych, zm. 14 kwietnia 1988 w Warszawie) – profesor nauk technicznych. 

## Życiorys
Absolwent gimnazjum i liceum w Przasnyszu (matura w 1949). W 1953 ukończył ze stopniem inżyniera Wydział Melioracji Rolnych SGGW w Warszawie. W 1955 uzyskał tytuł magistra inżyniera melioracji specjalności budownictwo wodne. 
Związany pracą zawodową z Wydziałem Melioracji Wodnych SGGW, tu się doktoryzował (1964), został docentem (1969) i uzyskał tytuł profesora nadzwyczajnego nauk technicznych (1987). Specjalizował się w dziedzinach hydrologii i regulacji rzek oraz ochrony przed powodzią. Był wicedyrektorem i dyrektorem Instytutu Melioracji Rolnych i Leśnych, prodziekanem, a następnie wieloletnim dziekanem Wydziału Melioracji Wodnych, kierownikiem Katedry Budownictwa Wodnego, członkiem Senatu SGGW-AR, członkiem komitetów i rad naukowych.
Działał w Towarzystwie Przyjaciół Ziemi Przasnyskiej, był członkiem zarządu tego stowarzyszenia (1986–88). Za działalność naukową, dydaktyczną i organizacyjną był wielokrotnie nagradzany.
Został pochowany w Warszawie na starym cmentarzu na Służewie przy ul. Fosa w Warszawie. 
16 października 2005 odsłonięto w Rostkowie w tzw. Parku Dydaktycznym jego popiersie dłuta artysty rzeźbiarza Jana Stępkowskiego ze Strzegowa.